# Літтл-Бівер Тауншип (округ Лоуренс, Пенсільванія)
Літтл-Бівер Тауншип (англ. Little Beaver Township) — селище (англ. township) в США, в окрузі Лоуренс штату Пенсільванія. Населення — 1224 особи (2020).

## Демографія
Згідно з переписом 2010 року, у селищі мешкало 1411 осіб у 524 домогосподарствах у складі 391 родини. Було 573 помешкання
Расовий склад населення:
| - 98,2 % — білих - 0,4 % — чорних або афроамериканців - 0,3 % — азіатів |

До двох чи більше рас належало 1,1 %. Частка іспаномовних становила 0,2 % від усіх жителів.
За віковим діапазоном населення розподілялося таким чином: 24,2 % — особи молодші 18 років, 62,3 % — особи у віці 18—64 років, 13,5 % — особи у віці 65 років та старші. Медіана віку мешканця становила 42,4 року. На 100 осіб жіночої статі у селищі припадало 102,7 чоловіків;  на 100 жінок у віці від 18 років та старших — 101,5 чоловіків також старших 18 років.
Середній дохід на одне домашнє господарство  становив 54 106 доларів США (медіана — 47 083), а середній дохід на одну сім'ю — 63 022 долари (медіана — 55 139). Медіана доходів становила 49 375 доларів для чоловіків та 23 750 доларів для жінок. За межею бідності перебувало 12,2 % осіб, у тому числі 18,9 % дітей у віці до 18 років та 15,5 % осіб у віці 65 років та старших.
Цивільне працевлаштоване населення становило 513 осіб. Основні галузі зайнятості: транспорт — 16,4 %, освіта, охорона здоров'я та соціальна допомога — 16,4 %, роздрібна торгівля — 12,7 %, виробництво — 12,3 %.